# Анасази
Анасази су били аутохтони народ америчког континента, преци Пуебло народа. Анасази култура или пуебло култура је постојала на подручју САД познатом као Фоур корнерс, а које се састоји од југа државе Јута, севера државе Аризона, северозапада државе Нови Мексико и југа државе Колорадо. 
За њихове припаднике је карактеристично да су живели у грађевинама које су се звале пуебло, саграђеним тако да се у њих уз помоћ лестава може лако попети за време непријатељских напада. Археолози за те древне групе користе израз Анасази, иако он није популаран међу савременим Пуебло народима. Реч Анаасази је навахо реч за "Древни" или "Древни непријатељ“.
Археолози се данас споре када се развила та засебна култура. Тренутни консензус, заснован на терминологији коју користи класификација Пекос, наводи да је настала око 12. века п. н. е., током периода за који археолози користе израз Рана ера твораца кошара. Од почетка првих археолошких истраживања, претпоставља се да су древни становници Пуеблоа били преци данашњих Пуебло народа.